# Šipovo
Šipovo (v srbské cyrilici Шипово) je město a sídlo opštiny v Republice srbské, v Bosně a Hercegovině. Nachází se v západní části země, v regionu Bosenské krajiny. Známé je především díky klášteru Glogovac, který se nachází v jeho blízkosti. Má 4 052 obyvatel.
Město se nachází v blízkosti krasové krajiny a soutoku řek Jan a Pliva. Prochází tudy dvě větší silnice, a to do Banja Luky a Kupresu a do Jezera a Glamoče. V blízkosti Šipova se nachází Vaganjská jeskyně s řadou stalagmitů a stalaktitů. V okolí města se nachází řada závrtů a dalších prvků typických pro krasovou oblast.